# Межерічі
Межері́чі — залізничний роз'їзд Дніпровської дирекції Придніпровської залізниці на електрифікованій лінії Самар-Дніпровський — Павлоград I між станціями Мінеральна (11 км) та Павлоград I (15 км). Розташований поблизу сіл Червона Нива та Межиріч Павлоградського району Дніпропетровської області. Поруч пролягає автошлях міжнародного значення М30E50.

## Пасажирське сполучення
Раніше на роз'їзді Межерічі зупинялися приміські поїзди до станцій Авдіївка, Дніпро-Головний, Самар-Дніпровський, Синельникове I (нині скасовані).
До 2024 року через станцію курсував єдиний приміський електропоїзд сполученням Лозова — Покровськ. Наразі пасажирське сполучення тимчасово припинено на невизначений термін.